# Peder Madsen (1833-1907)
 Der er flere personer med dette navn, se Peder Madsen.
Peder Madsen (19. december 1833 i et hus på Kertinge Mark, Kølstrup Sogn nær Kerteminde – 1. februar 1907) var en dansk husmand og politisk aktiv.
Hans fader var boelsmanden Mads Marcussen, moderen Maren Larsdatter. Han blev konfirmeret i 1848 og kom derefter i tjeneste som landarbejder i Mesinge, nord for Kerteminde. 1844 havde faderen købt en gård i Onsbjerg på Samsø, og her kom Peder Madsen i tjeneste 1853. 1857 blev han gift med husmandsdatteren Bodil Kirstine Nielsdatter og slår sig ned som husejer og lejer af en jordlod ved Sælvig. Senere virkede han som stenhugger.
Den 10. marts 1886 valgtes han som valgmand og drog til Roskilde for at deltage i landstingsvalget den 24. marts. Som følge heraf fratog grev C.C.S. Danneskiold-Samsøe ham hans jordlod ved Sælvigbugten. Under en folkefest på Bøgebjerg den 17. juli 1887 gjorde han sig til talsmand for oprettelsen af en arbejderforening. Den 5. august 1888 stiftedes i Tranebjerg Forsamlingshus "Samsø Husmandsforening", Danmarks første husmandsforening. Bestyrelsesformand blev Peder Madsen. Senere blev der gjort anslag imod ham, og han blev "kuppet ud" af den forening, han selv var stifter af. Den 13. juni 1897 dannede han en ny forening ved et møde på Onsbjerg Gæstgivergård, Samsøs første socialdemokratiske forening.
Peder Madsen døde den 1. februar 1907. Han er blevet betegnet som Samsøs første socialdemokrat.